# Морозово (Спас-Деменский район)
Морозово — деревня в нечернозёмной зоне России, в Спас-Деменском районе Калужской области, входит в состав сельского поселения «Деревня Теплово». Население — 54 чел. (2010).

## География
Расположена в примерно в одном километре от районного центра города Спас-Деменск. В результате расширения Спас-Деменска практически соединилась с городом. Деревня становится дачным посёлком. Привлекательность деревни объясняется также своим удобным расположением к районному центру с неплохо отлаженным железнодорожным и автомобильным сообщением.
Расстояние до областного центра города Калуги — 180 километров, и 310 километров до города Москвы. Стоит на двух небольших противоположных возвышенностях, разделяемых маленькой речкой.

## Флора и фауна
В центре деревни находится небольшой пруд с проточной водой, а также несколько колодцев с прохладной родниковой водой, не замерзающих зимой. По периметру деревню с двух сторон опоясывает обширный лесной массив, характерный для центральной полосы России, изобилующий в летний и осенний периоды грибами и лесными ягодами. В лесу обитает множество дичи и диких зверей, среди которых можно выделить: тетерева, глухаря, вальдшнепа, пёстрого дятла рыжую лисицу, волка, белку, бобра, лося и множество других.
За чертой деревни Морозово расположен водоём, искусственно образованный в период между 1950—1955 гг. в результате массовой добычи песка и щебня для нужд городского строительства. Этот водоём, называемый местными жителями «Карьер», отделяет собственно деревню Морозово от северо-западной части Спас-Деменска. Примерно с конца 60-х годов прошлого века используется для отдыха, купания, рыбалки. В водах водоёма обитают около двух десятков видов речных рыб и моллюсков, основными из которых являются: карп, щука, речной окунь, карась, пескарь, линь. Из речных млекопитающих в водах Карьера обитает речная выдра, а в зарослях тростника дикие утки кряквы и многочисленная колония лягушек. В летний период пологие берега Карьера заполняются местными жителями, детьми и подростками прибегающими искупаться и отведать душистой земляники, которой усеяны верхние склоны его берегов.

## История
Как и весь Спас-Деменский район, Морозово пережило немецкую оккупацию с октября 1941 по август 1943 годов. С самого начала оккупации Спас-Деменска в деревне почти в каждом доме были расквартированы немецкие солдаты. При отступлении немцы в спешке выгоняли жителей из домов и гнали через Спас-Деменск по направлению к Киевскому шоссе (автомобильная дорога федерального значения Москва — Брянск), но к счастью были оттеснены входящими в город с тяжёлыми боями советскими войсками. Многие из деревенских домов были сожжены дотла. При освобождении Спас-Деменска регулярными частями советской 33-й и 49-й армий в Морозово шли ожесточенные бои, о чём до сих пор напоминают глубокие воронки от разорванных снарядов и продолжительные окопы, теперь заросшие.

## Население
| 2002 | 2007 | 2010 |
| ---- | ---- | ---- |
| 58   | ↘54  | →54  |